# Jorge Mautner
Jorge Mautner, all'anagrafe Henrique George Mautner (Rio de Janeiro, 17 gennaio 1941), è uno scrittore, cantante e attore brasiliano.

## Biografia

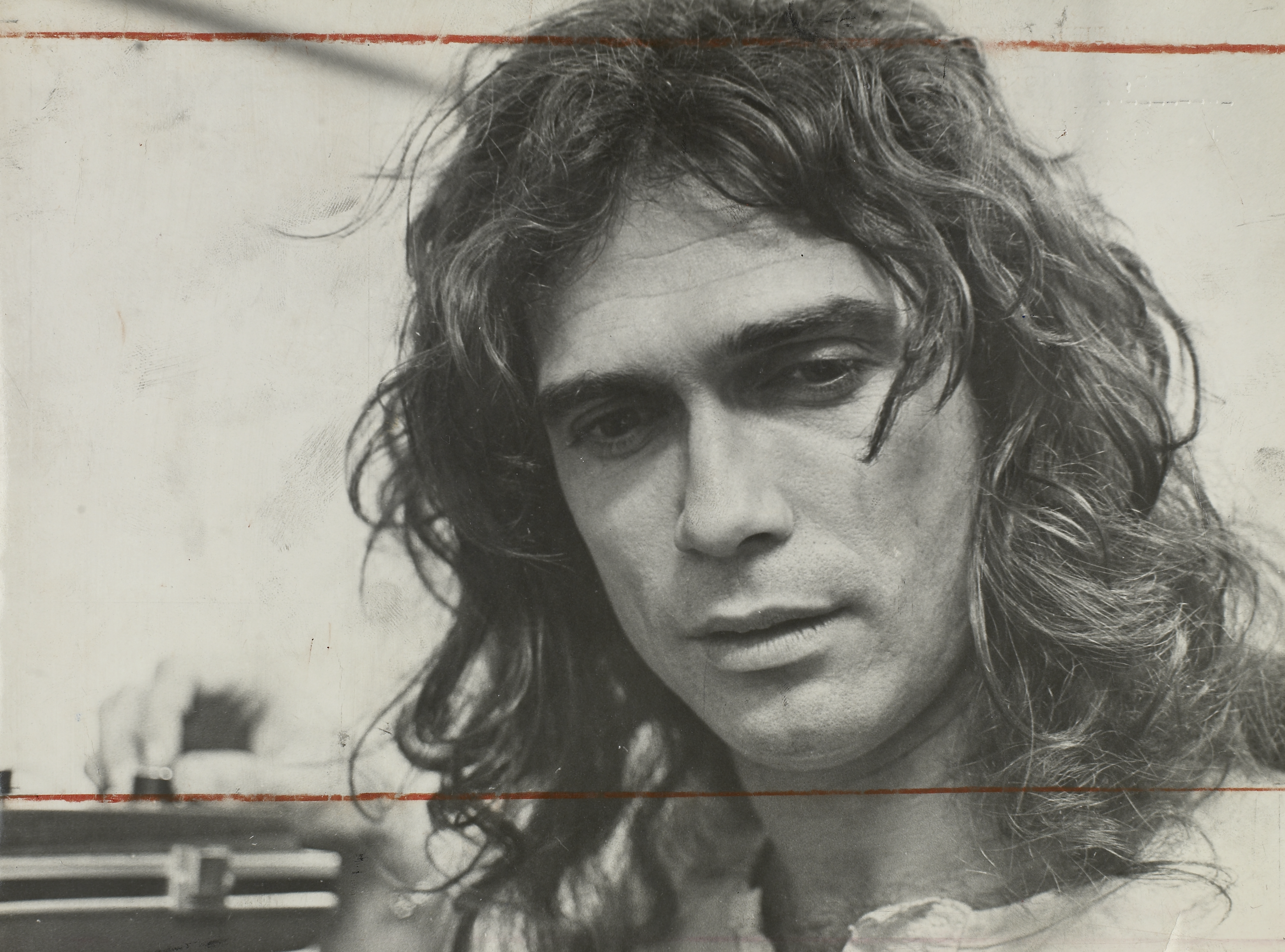
Jorge Mautner nel 1972

Mautner nacque a Rio de Janeiro il 17 gennaio 1941, un mese dopo che sua madre, Anna Illich, cattolica jugoslava, e suo padre, Paul Mautner, ebreo austriaco, giunsero in Brasile per sfuggire all'Olocausto dilagante in Europa. Nonostante fosse un simpatizzante di Getúlio Vargas, Paul fece parte della resistenza clandestina ebraica. Anna non poteva occuparsi del figlio, essendo estremamente debilitata per il parto, rivelatosi molto difficile (al punto che per diverso tempo non fu in grado di camminare autonomamente); il piccolo fu affidato a una bambinaia, Lúcia, che per sette anni si prese cura di lui e lo iniziò al Candomblé.
Nel 1948 i suoi genitori divorziarono; Anna, di nuovo autosufficiente, si risposò con Henri Müller, un violinista che insegnò a Mautner a suonare il suo strumento. Il ragazzo frequentò una scuola italofona a San Paolo, il prestigioso Colégio Dante Alighieri; era un ottimo studente, ma venne espulso poco prima di poter prendere il diploma, a causa di un testo da lui scritto, considerato "indecente" dai suoi insegnanti.
Mautner iniziò a scrivere il suo primo libro, Deus da Chuva e da Morte, quando aveva 15 anni; l'opera fu data alle stampe nel 1962, e l'anno successivo egli grazie a essa vinse il Prêmio Jabuti. Deus da Chuva e da Morte divenne poi la prima parte della trilogia Mitologia do Kaos, comprendente anche Kaos (1963) e Narciso em Tarde Cinza (1965).
Sempre nel 1962 si iscrisse al Partito Comunista Brasiliano, dopo aver conosciuto Mário Schenberg. Fu arrestato durante il golpe militare del 1964, ma quasi subito venne rilasciato, non senza aver ricevuto l'imposizione di "esprimersi con maggiore cautela". 
Nel 1966 esordì nella musica: registrò il suo primo singolo, Radioatividade, per la RCA Records. Subito dopo si recò negli Stati Uniti, dove inizialmente lavorò per l'UNESCO: tradusse poi in inglese alcuni libri brasiliani. 
Nel 1968 tornò brevemente in Brasile, dove sceneggiò il film Jardim de Guerra di Neville d'Almeida, che uscirà solo due anni dopo.
Nel 1970 si recò a Londra, dove strinse amicizia con Gilberto Gil e Caetano Veloso. Ritornò quindi in Brasile, stabilendosi nuovamente a Rio de Janeiro. Diresse il film O Demiurgo, interpretato da lui stesso, Gil, Veloso, Norma Bengell, José Roberto Aguilar, Péricles Cavalcanti e Leilah Assunção: la pellicola fu però censurata dal regime. Mautner proiettò allora O Demiurgo durante alcuni suoi concerti. Solo dopo la fine della dittatura il film poté arrivare nelle sale, ma non ricevette un'ampia diffusione; nel 2013 l'artista lo renderà visionabile in versione integrale attraverso il suo canale YouTube ufficiale. 
Dal 1972 la musica fu di nuovo tra i suoi interessi: in quell'anno egli pubblicò finalmente il suo primo album. Il 10 dicembre dell'anno successivo, Mautner fu invitato a partecipare allo spettacolo Banquete dos Mendigos, ideato e diretto da Jards Macalé. L'evento, che si svolse a Rio sotto il patrocinio dell'ONU, intendeva celebrare il 25º anniversario della Dichiarazione Universale dei Diritti Umani; intervennero anche Chico Buarque de Hollanda, Dominguinhos, Edu Lobo, Gal Costa, Gonzaguinha, Johnny Alf, Luiz Melodia, Milton Nascimento, MPB4, Nélson Jacobina, Paulinho da Viola e Raul Seixas. Ne venne ricavato un doppio album live, uscito nel 1979. 
Oltre a registrare dischi propri, Mautner scrisse canzoni per diversi colleghi, alcune diventate assai celebri, come O vampiro (Caetano Veloso), Maracatu Atômico (Gilberto Gil e Chico Science & Nação Zumbi), Lágrimas negras (Gal Costa), Samba dos animas (Lulu Santos). 
Nel 1989 apparve nel film Festa di Ugo Giorgetti, successo di pubblico e di critica, che apprezzò soprattutto la sua interpretazione.
Nel 2002 Mautner intervenne con la sua voce e il suo violino nel terzo album della band synth-pop Metrô, Déjà-Vu. Sempre nel 2002 pubblicò un album in collaborazione con Caetano Veloso, Eu Não Peço Desculpa, che vinse il Latin Grammy Award l'anno dopo.
Pubblicò un'autobiografia, Jorge Mautner: O Filho do Holocausto, da cui venne poi tratto nel 2012 un documentario, diretto da Pedro Bial e Heitor d'Alincourt. Nello stesso anno Mautner contribuì alla realizzazione di un album di Rogério Skylab, Abismo e Carnaval,  scrivendo tutti i testi e intervenendo vocalmente nella canzone Palmeira Brasileira.
Nel 2016 fu colto da infarto e gli vennero applicati 4 stent: dopo la convalescenza riprese a scrivere.
Nel 2019, dopo una pausa musicale durata 13 anni, Jorge Mautner lanciò Não Há Abismo Em Que o Brasil Caiba, album caratterizzato da presenze importanti, su tutte Ana Lomelino. Il disco è stato giudicato uno dei 25 migliori album brasiliani del 2019 dall'Associação Paulista de Críticos de Arte.

## Vita privata
Dal matrimonio con la storica Ruth Mendes, sua moglie dal 1969, è nata nel 1975 l'unica figlia, la regista televisiva Amora Mautner.